# 빨강오징어과
빨강오징어과 또는 살오징어과(Ommastrephidae)는 살오징어목에 속하는 연체동물 과이다. 3개 아과, 11개 속에 20여 종 이상으로 분류하고 있다. 전 세계적으로 널리 분포하며, 식용으로 광범위하게 어획된다. 살오징어(Todarodes pacificus)는 년간 전 세계 두족류 어획량의 약 50%를 차지하고 있다.

## 분포 및 서식지
빨강오징어류는 보통 원해에서 살지만, 근해 서식지에서도 발견될 수 있다. 전 세계적으로 발견된다.

## 하위 분류
- 빨강오징어과 또는 살오징어과 (Ommastrephidae) - 3아과 11속 22종
  - 일렉스오징어아과 (Illicinae) - 1속 4종
    - 일렉스오징어속 (Illex) - 4종

  - 빨강오징어아과 (Ommastrephinae) - 6속 9종
    - 아메리카대왕오징어속 (Dosidicus) - 1종
    - 줄무늬오징어속 (Eucleoteuthis) - 1종
    - 유리오징어속 (Hyaloteuthis) - 1종
    - 빨강오징어속 (Ommastrephes) - 2종
    - 새오징어속 (Ornithoteuthis) - 2종
    - 남방살오징어속 (Sthenoteuthis) - 2종

  - 살오징어아과 (Todarodinae) - 4속 9종
    - 칠성살오징어속 (Martialia) - 1종
    - 노토토다루스오징어속 (Nototodarus) - 3종
    - 살오징어속 (Todarodes) - 4종
    - 작은오징어속 (Todaropsis) - 1종

## 갤러리

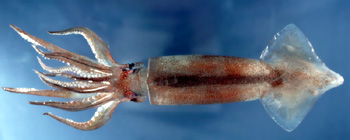
Illex illecebrosus
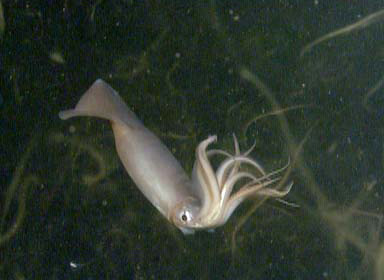
Dosidicus gigas
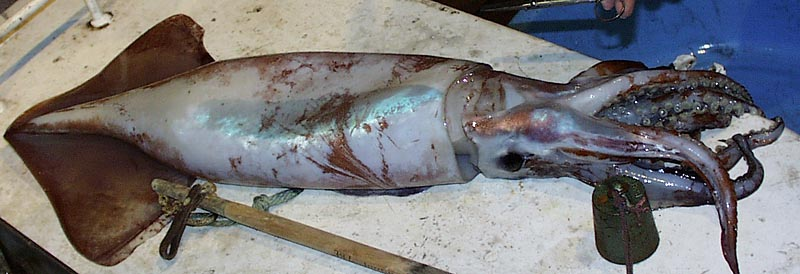
Ommastrephes bartramii
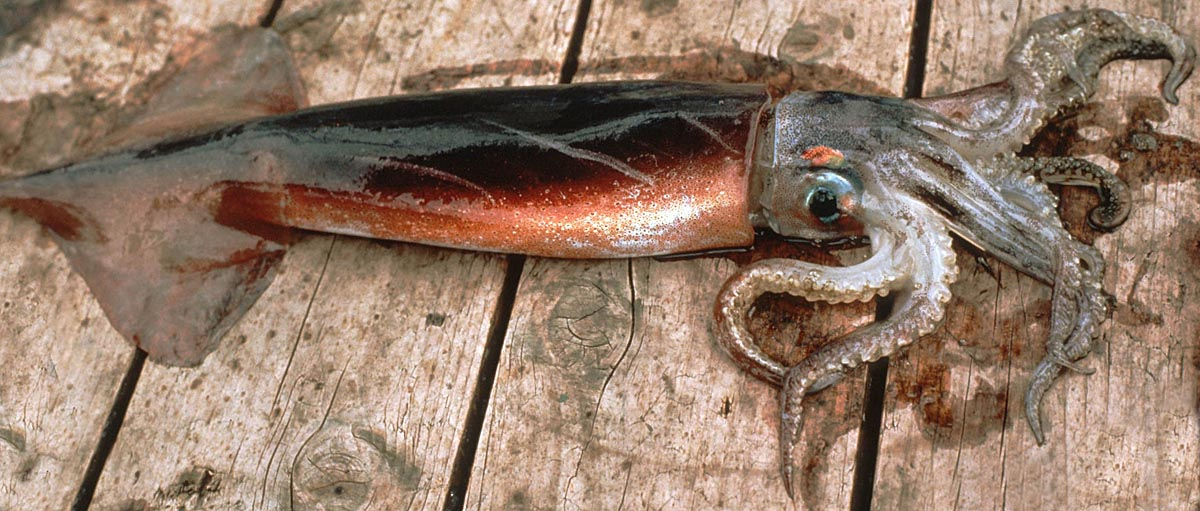
Martialia hyadesii
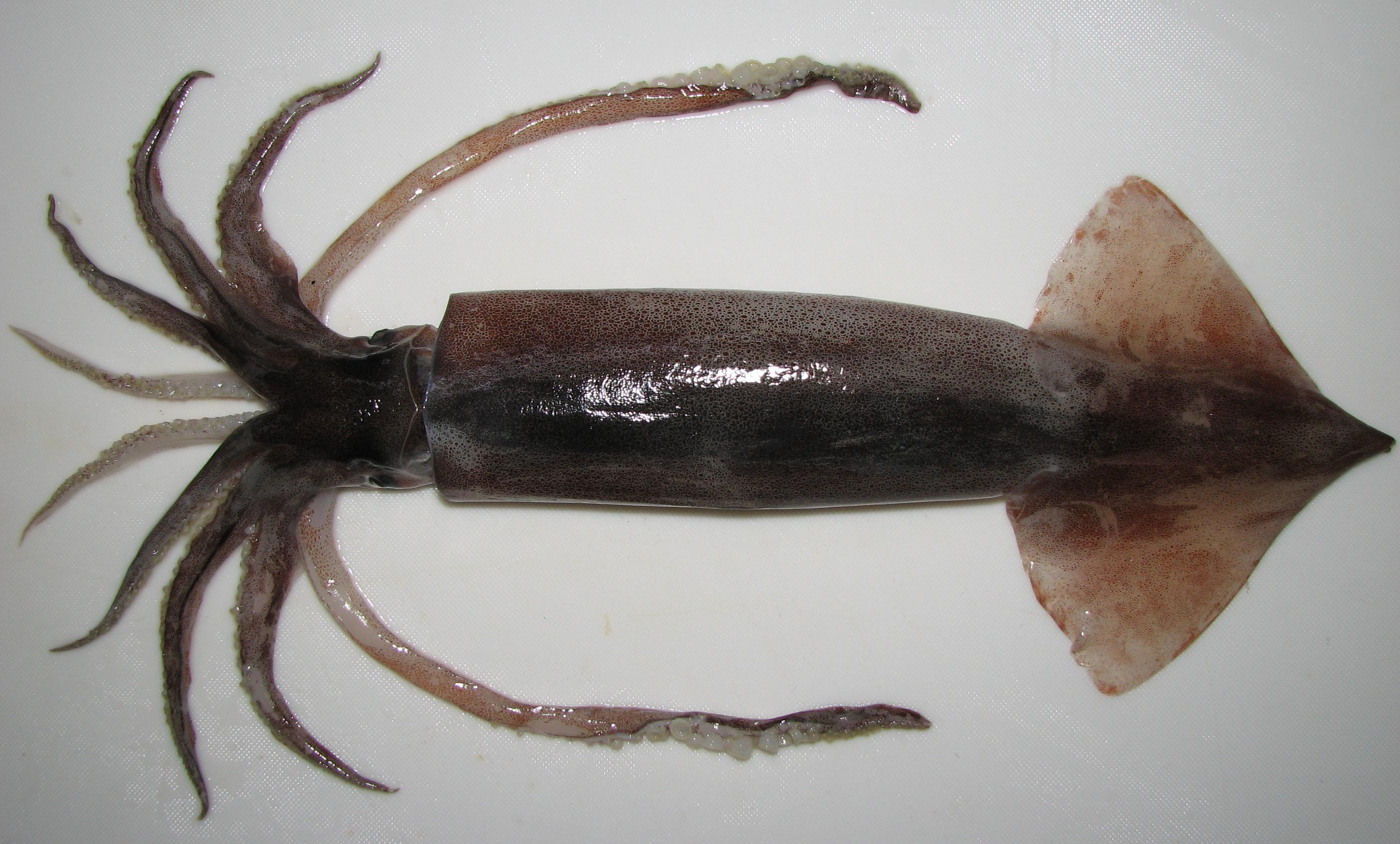
Todarodes pacificus

## 같이 보기
- 꼴뚜기과 (Loliginidae)